# Danilo Kiš
Danilo Kiš (v srbski cirilici: Данило Киш), srbski romanopisec, pisec kratkih zgodb, esejist in prevajalec. Rojen je bil 22. februarja 1935 v Subotici, umrl je 15. oktobra 1989 v Parizu. Bil je dopisni član SANU (srbske akademije znanosti in umetnosti). Njegova najbolj znana literarna dela so Peščena ura, Grobnica za Borisa Davidoviča in Enciklopedija mrtvih.
Avtorjev opus je bil preveden v več kot trideset jezikov in pogosto primerjan z deli Jorgeja Luisa Borgesa in Milana Kundere.

### Življenjepis
Danilo Kiš se je rodil 22. februarja 1935 v Subotici, v Kraljevini Jugoslaviji (današnji Srbiji), očetu Eduardu Kišu in materi Milici Dragićević. Oče je bil zaposlen kot železniški inšpektor, bil je madžarskega porekla in po veroizpovedi Jud. Mati je prihajala iz Črne gore, natančneje iz mesta Cetinje. Eduard Kiš se je rodil na območju Avstro - Ogrske in se je prvotno pisal Kohn. Kasneje se je pod vplivom madžarizacije, ki je bila v tistem času ustaljena praksa, preimenoval v Kiš. Starši so se srečali v Subotici leta 1930 in se leto kasneje poročili. Leta 1932 se jima je v Zagrebu rodila hči Dragica, potem se je družinau preselila v Subotico, kjer se jima je leta 1935 rodil še sin Danilo.
Kišev oče je bil psihično nestabilen in je zelo malo časa preživel s svojim sinom, kar je slednjega kasneje v življenju močno zaznamovalo pri ustvarjanju literarnih del. Eduard Kiš je veliko časa preživel v psihiatrični bolnišnici, predvsem v letih 1934 in 1939. Ko ga je družina obiskala v bolnišnici, je grozil s samomorom, s čimer je naredil močan vtis na Danila, ki je menil, da očetove duševne težave izvirajo iz alkoholizma. Šele kasneje je ugotovil, da je oče trpel za tesnobo. Eduard je leta 1938 napisal in objavil Jugoslovanski nacionalni in mednarodni turistični priročnik, zaradi česar je mladi Danilo Kiš svojega očeta videl kot popotnika in pisatelja.
Starši so bili čedalje bolj zaskrbljeni in prestrašeni zaradi naraščanja antisemitizma po Evropi, zato so mladega Danila krstili leta 1939 v Novem Sadu, kjer so takrat živeli. Krst se je izkazal za zelo pomembno dejanje, saj bi ga v nasprotnem primeru, če bi ohranil očetovo veroizpoved, verjetno deportirali v koncentracijsko taborišče. Leta 1941 je Madžarska napadla jugoslovansko pokrajino Vojvodino in takoj po priključitvi ozemlja začela preganjati Jude. Januarja 1942 se je zgodil množičen poboj Judov v Novem Sadu, vendar je Eduardu Kišu uspelo preživeti z obilico sreče. Družina se je preselila v mesto Kerkabarabás, kjer je Danilo obiskoval osnovno šolo. Leta 1944 je družino zaznamovala tragedija, saj so očeta Eduarda deportirali v koncentracijsko taborišče Auschwitz, kjer je kasneje tudi umrl.
Družina se je po vojni preselila v mesto Cetinje, kjer je Kiš nadaljeval izobraževanje in leta 1954 končal srednjo šolo. Šolanje je nadaljeval s študijem literature na beograjski univerzi in kot prvi izmed vseh študentov v zgodovini univerze prejel diplomo na področju primerjalne književnosti. Kasneje je pisal za časopis Vidici, nato pa se je posvetil pisateljevanju.
Leta 1962 je napisal svoja prva romana - Mansarda: satirična poema in Psalam 44. Istega leta se je poročil z Marjano Miučinović, ki jo je spoznal med študijem v Beogradu. V tem času se je zaposlil kot lektor na univerzi v Strasbourgu in je prevajal številne knjige iz francoščine v srbohrvaščino. Leta 1965 je objavil roman Bašta, pepeo. Štiri leta kasneje je svoj literarni opus nagradil s pripovedkami Rani jadi: za decu i osetljive in leta 1972 napisal še roman Peščanik. Kiš se je pri ustvarjanju romanov zgledoval po Brunu Schulzu, Vladimirju Nabokovu, Jorgeu Luisu Borgesu, Borisu Pilnjaku, Ivu Andriću in Miroslavu Krležu.
V skoraj vseh delih je kot glavnega protagonista upodobil lastnega očeta Eduarda, v romanu Peščanik pa je šel še korak dlje. Deli tega romana so bili namreč obogateni z očetovimi pismi in resničnimi zgodbami preživelih taboriščnikov. Leta 1976 je postal lektor na univerzi v Bordeauxu in istega leta je napisal po mnenju mnogih svoje najpomembnejše delo Grobnica za Borisa Davidoviča. Kiš se je po izidu zbirke novel vrnil v Beograd samo zato, da bi oporekal trditvam, da je del knjige plagiat del drugih avtorjev. Številni so menili, da se je posluževal prepisovanja tekstov tujih avtorjev in da je nekatere dele prepisal od Karla Štajnerja. Kritiki so roman negativno ocenili zaradi marksističnih tem in napadov na stalinizem.
Kiš je na škandal odgovoril z delom Čas anatomije, v katerem je kritiziral nacionalistična mišljenja in anti-literarnost njegovih nasprotnikov. Nekateri izmed njegovih nasprotnikov so bili tako užaljeni, da so zahtevali prepoved nadaljnjega izdajanja knjige. Že leta 1979 je novinar Dragoljub Golubović vložil obtožnico zoper pisatelja zaradi obrekovanja in plagiatorstva, vendar ga je sodišče marca istega leta zavrnilo. Leta 1981 se je kritiziranje pisatelja nadaljevalo, in sicer je profesor književnosti na beograjski univerzi Dragan Jeremič izdal knjigo z naslovom Narcis brez obraza, s katerim je kritiziral Danila Kiša in obudil stare govorice, da je Kiš kopiral dela tujih avtorjev.
Kiš se je pod pritiskom mnogih svojih nasprotnikov in vložene tožbe zoper njega leta 1979 preselil iz Beograda v Pariz, kjer je leta 1983 napisal zbirko devetih zgodb Enciklopedija mrtvih. Istega leta so v obliki desetih zvezkov izšla zbrana dela Danila Kiša. V naslednjih letih je Danilo Kiš postajal čedalje bolj znan pisatelj, saj so številna njegova dela prevajali v tuje jezike. V zadnjem letu svojega življenja je zbolel za pljučnim rakom. Po enomesečni bitki z boleznijo je 15. oktobra 1989 umrl in bil v skladu s svojo željo pokopan na pokopališču srbske pravoslavne cerkve v Beogradu.

### Delo
Za proučevanje avtorjevih del in motivov, tematik ter idej, ki se v zgodbah pojavljajo, je zelo pomembno poznavanje knjige Homo Poeticus. Gre namreč za zbirko esejev in intervjujev Danila Kiša, ki natančneje predstavijo njegovo razmišljanje in predstavijo njegova dela iz avtobiografske plati. Tekom branja lahko ugotovimo, da je bil Kiš tesno povezan z dogodki iz otroštva, saj je v nekem intervjuju izjavil, da je obseden z izkušnjami iz otroštva. Močno so ga zaznamovali holokavst, izginotje očeta in vojne grozote, zato se je zatekel k pisanju, ki ga je osvobajalo od njegove obsedenosti in mu je pomenilo psihološko osvoboditev.
V svoji literaturi je želel prikazati in osmisliti takratne zgodovinske dogodke in njihove posledice, ki so prizadele tudi njegovo družino. V literaturi se je odražalo pisateljevo hrepenenje po nekem drugem življenju, v njegovih delih so se začela mešati dejstva z imaginacijo, kjer se je osebna resnica pomešala z iluzijami. Kiš ni verjel v domišljijsko pisanje, saj se mu je zdelo, da je vse, kar je treba napisati, že pred njim in da si ničesar ni treba izmisliti. V svoja dela je vključil ironijo in humor, ki se izmenjujeta s tragičnimi prvinami.
Zelo vidno se prepletata dve osrednji temi: avtorjeva povezanost z dogodki iz otroštva in zgodovinsko dokumentiranje (t.i. dokumentarna literatura) oz. rekonstrukcija resničnega dogajanja. V zgodbah se vidno odraža tudi avtobiografičnost, saj nam Danilo Kiš v večini svojih knjig predstavi osrednji lik Eduarda Sama, s katerim je upodobil svojega očeta. V delih prevladuje fotografija njegove odsotnosti, hkrati je Kiš želel predvsem dokončati očetovo podobo iz otroštva. Kiš pri snovanju svojih likov uporablja dokumente in nekatere biografske podatke, katere pogosto dopolni s prirejanjem spominov iz otroška oz. z domišljijskimi vložki. Romanopisec v svojih delih izraža željo po zapolnitvi praznine zaradi izgube očeta in slika svoje težave na prehodu iz otroštva v odraslost.
Danilo Kiš pripada smeri postmodernizma, saj resnico upodablja kot fikcijo, vendar z določenim namenom, kajti fikcija lahko še bolje zadene resnico od podajanja resničnosti. Pisatelj je uporabljal številne medbesedilne postopke kot sta povzemanje in citiranje, kar sta poglavitni značilnosti metafikcije. Metafikcijo lahko opredelimo kot literaturo, ki ustvarja fikcijo in obenem naredi viden sam proces ustvarjanja. V njegovih romanih zasledimo tudi nekatere likovne elemente v obliki ilustracij in reklamnih oglasov, hkrati pa zasledimo primere obsežnega naštevanja določenih elementov. Za njegova dela je značilno menjavanje pripovednih perspektiv, saj v nekaterih delih nenadoma preide iz prvoosebne pripovedi v distancirano tretjeosebno pripoved.
Delež avtobiografskosti je v avtorjevih delih zelo pomemben, saj v romanih slika podobe iz svojega otroštva, ki jih dopolni z domišljijo. Največjo vlogo v Kiševem opusu igra njegov oče, vendar pa ne gre za čisto upodobitev očeta, saj ga je spremenil v nekakšno mitsko osebnost. Čeprav je pisatelj v nekem intervjuju dejal, da je avtobiografskost zgolj naključna, je v drugem intervjuju priznal, da sta Eduard Sam in njegov oče ista oseba, le da je bil njegov oče precej višji in bolj zmeden. Danilo Kiš se je v otroštvu spopadal z vprašanjem lastne identitete, katere iskanje se je nadaljevalo še v odraslo življenje. Kiš je namreč živel med tremi religijami – pravoslavno, judovsko in katoliško –, med dvema jezikoma – madžarskim in srbohrvaškim in med več državami.
Kiš ni želel, da bi bil označen s kakršnimkoli pridevnikom, ki bi označeval njegovo pisanje oz. slog. Ko govori o problemu judovstva, temu kot protiutež služi humor, iz katerega izhaja ironija. O judovstvu je bil zato primoran govoriti skozi metaforo in to ne samo iz izključno literarno-estetskih razlogov, temveč tudi zato, da bi ublažil tragičnost teme. Literat je priznal, da je svojo judovsko komponento v leposlovnih delih prikrival, ker se je bal teže dejstev, ki so za literaturo nevarna, kot tudi možnosti, da postane pisec manjšin oz. da ga zanj razglasijo.
Ljubezen v Kiševih deliih ni bila osrednja tematika, do nje je bil celo nekoliko zadržan. Lahko bi sklepali, da je ljubezen uvrščal med tiste snovi, ki morajo biti v zgodbi prisotne le prek ironije ali metafore. V romanih se ne pojavlja romantična upodobitev ljubezni.
Danilo Kiš je uporabljal številne tehnike pisanja, vendar je skoraj vsem skupno, da v literarno stvaritev vnese določen dokument kot primer materializirane resničnosti oz. kot njen neizpodbitni dokaz. Močno je verjel v pisateljevo dolžnost, da ubesedi svet z uporabo obstoječih zgodovinskih dokumentov. Zaradi teh značilnosti pripada smeri dokumentarizma, ki poudarja spajanje fikcije in resničnosti na podlagi dokumentov in spoznanj. Ne smemo pa spregledati dejstva, da so bili nekateri dokumenti, ki jih je uporabljal v svojem opusu lažni oz. narejeni po vzoru pravega. Tako je uspel prepričati bralca o avtentičnosti zgodbe in predstavljenih dokumentov.
V avtorjevih literarnih delih zelo izrazito prevladuje motiv smrti, ki ga mojstrsko izpopolni v knjigi Enciklopedija mrtvih. Osredotoči se na devet pomembnih dogodkov v zgodovini, ki jih predstavi v devetih zgodbah, katere so prepredene z motivom smrti in radikalnega zla. Tudi v delu Grobnica za Borisa Davidoviča prevladujejo tragični motivi in pisatelj zelo jasno napove svojo teorijo o koncu človeštva.
Pisateljeva dela so zaradi aktualnosti in zanimive tematike znana po celem svetu, zato so bile njegove knjige prevedene v številne svetovne jezike, kot so na primer angleščina, nemščina, ruščina... V slovenščino so prevedene pripovedke Grobnica za Borisa Davidoviča, roman Peščena ura (izvirno v srbščini: Peščanik), zbirka esejev in intervjujev Homo poeticus ter roman Vrt, pepel (izvirno v srbščini: Bašta, pepeo).
Danilo Kiš je tekom svojega življenja prejel številne nagrade za svoje ustvarjanje. Za zbirko novel Grobnica za Borisa Davidoviča je leta 1972 prejel prestižno NIN-ovo nagrado (nagrada za najboljši srbski roman leta), vendar jo je zaradi svojih političnih prepričanj kasneje vrnil. Pet let kasneje je za isto delo prejel še nagrado Ivana Gorana Kovačeviča. Za svojo življenjsko delo je leta 1980 prejel francosko književno nagrado Grand aigle d`or de la ville de Nice. Za zbirko zgodb Enciklopedija mrtvih je leta 1984 prejel Andrićevo nagrado, leta 1986 pa nagrado Skenderja Kulenoviča. Leta 1987 je v Sarajevu in Beogradu izšla knjiga Izbrana dela, ki je v sedmih knjigah predstavila pisateljev obsežen literarni opus. Kasneje tega leta je prejel nagrado sedmega julija. Naslednje leto je bil izvoljen za dopisnega člana SANU in je prejel dve pomembni mednarodni literarni nagradi: v Italiji je postal dobitnik nagrade Premio letterario Tevere in v Nemčiji nagrade Preis des Literaturmagazins. Istega leta je prejel še Avnojevo nagrado. Leta 1989 mu je ameriški PEN (združenje pesnikov, esejistov in pisateljev) podelil nagrado Bruna Schulza. V poklon srbskemu pisatelju je britanski zgodovinar Mark Thompson napisal biografijo: Birth Certificate – The Story of Danilo Kiš. Številna dela vezana na literarno ustvarjanje Danila Kiša so izšla posthumno. Leta 1990 je bila v Sarajevu izdana zbirka esejev, pogovorov in rokopisov: Život, literatura. Naslednje leto je v Beogradu izšla knjiga Pjesme i prepjevi in leto kasneje delo Porodični ciklus. Njegova nedokončana knjiga Lauta i ožiljci je izšla leta 1994 v Beogradu. Zbrana dela Danila Kiša so izšla leta 1995 v štirinajstih zvezkih in so bila od takrat prevedena v veliko tujih jezikov.